# لاهور، بلوچستان
لاهور (به انگلیسی: Lahor) یک منطقهٔ مسکونی در پاکستان است که در ایالت بلوچستان واقع شده‌است. لاهور ۱٬۳۱۳ متر بالاتر از سطح دریا واقع شده‌است.